# Du Martheray (cráter)
Du Martheray es un cráter de impacto del planeta Marte situado al noroeste del cráter Escalante, al noreste de Fournier y al sureste de Peridier, a  5.5° norte y 93.5º este. El impacto causó un boquete de 102 kilómetros de diámetro. El nombre fue aprobado en 1973 por la Unión Astronómica Internacional, en honor al astrónomo y poeta suizo Maurice du Martheray (1892-1955).